# 볼륨을 높여라
《볼륨을 높여라》(Pump Up The Volume)는 미국에서 제작된 알란 모일 감독의 1990년 드라마, 코미디 영화이다. 크리스찬 슬레이터 등이 주연으로 출연하였다.

## 출연

### 주연
- 크리스찬 슬레이터

### 조연
- 애니 로스
- 앤디 로마노
- 스콧 폴린
- 사만다 마티스

## 기타
- 프로듀서: 존 버로우즈
- 프로듀서: 잔느 밴 콧
- 조연출: 조쉬 맥라글렌
- 조연출: 다니엘 R. 슈하트
- 미술: 롭 윌슨 킹
- 배역: 주디스 홀스트러